# Trichocerca maior
Trichocerca maior är en hjuldjursart som först beskrevs av Hauer 1935.  Trichocerca maior ingår i släktet Trichocerca och familjen Trichocercidae. Inga underarter finns listade i Catalogue of Life.